# Katona András
Katona András (Budapest, 1938. február 20. –) olimpiai bronzérmes, kétszeres Európa-bajnok vízilabdázó, úszó, sportvezető, közlekedésmérnök.

## Élete

### Sportolóként
1953-tól részt vett a Ferencváros úszócsapatának edzésein, ahonnan fél év múlva átküldték a BVSC pólósainak edzésére. 1954 és 1972 között a BVSC játékosa, legnagyobb sikere a klubbal egy magyar bajnoki cím volt 1966-ban. 1958 és 1962 között harminckét alkalommal volt magyar válogatott, amellyel kétszeres Európa-bajnok, olimpiai bronzérmes, valamint az Universiadékon számos érmet szerzett. A vízilabdán kívül indult úszóversenyeken is, az Universiadékon a férfi gyorsváltó tagjaként egy ezüst- és egy bronzérmet is szerzett. 1972 és 1973 között a Vasasban vízilabdázott, és onnan is vonult vissza az aktív sporttól.

### Edzőként
1964-ben a Sportvezető és Edzőképző Intézetben edzői oklevelet szerzett, sportolói pályafutása után először a BVSC és a Vasas utánpótlásnevelőjeként helyezkedett el. 1974 és 1976 között az Orvosegyetem SC vezetőedzője. A nyolcvanas években a BVSC vízilabda-szakosztályának elnöke volt.

### Magánélete
1961-ben a Műegyetemen közlekedésmérnöki, később a Marx Károly Közgazdaságtudományi Egyetemen ipari szakközgaszdászi oklevelet szerzett. Vasúti mérnökként kezdett el dolgozni, később főcsoportfőnökként a minisztériumban. 1990-től a Közlekedési Múzeum főigazgatója, közben volt a Műegyetemen meghívott előadó, valamint a győri Közlekedési és Távközlési Főiskola tanszékvezetője, címzetes főiskolai docens. 1995-től a Közlekedéstudományi Egyesület főtitkára. 1997-ben közlekedésmérnöki doktori címet szerzett a Műegyetemen. 2006 óta nyugdíjas. Lánya asztaliteniszező.

### Kitüntetései, elismerései
- Jáky József emlékérem (1990)
- Eötvös Loránd-díj (1990)
- Köztársaság Arany érdemkereszt (1992)
- Köztársasági Érdemrend Tisztikereszt (1998)